# The Case of Lady Camber
The Case of Lady Camber é um filme mudo do gênero mistério produzido no Reino Unido e lançado em 1920.